# Armenia (ort i Colombia, Antioquia, lat 6,16, long -75,79)
Armenia är en ort i Colombia.   Den ligger i departementet Antioquía, i den nordvästra delen av landet, 250 km nordväst om huvudstaden Bogotá. Armenia ligger 1 822 meter över havet och antalet invånare är 2 035.
Terrängen runt Armenia är bergig åt sydost, men åt nordväst är den kuperad. Armenia ligger uppe på en höjd. Runt Armenia är det ganska tätbefolkat, med 83 invånare per kvadratkilometer. Närmaste större samhälle är La Estrella, 15,9 km öster om Armenia. I omgivningarna runt Armenia växer i huvudsak städsegrön lövskog.